# La Trompette magique (Bob et Bobette)
Pour l’article homonyme, voir La Trompette magique.
La Trompette magique (Het zingende nijlpaard en néerlandais) est le dix-septième album de bande dessinée de la série Bob et Bobette. Il porte le numéro 131 de la série actuelle.
Il a été écrit et dessiné par Willy Vandersteen et publié dans De Standaard et Het Nieuwsblad du 23 septembre 1950 au 1er février 1951.
La version complètement originale de l'histoire a été rééditée en 1994 dans Les Classiques de Bob et Bobette, uniquement en Néerlandais.

## Synopsis
Dans le royaume du pharaon Tou-Ten-Kafé, où tous vivent comme à l'époque de l'Égypte Antique, la princesse Banylon a été changé en hippopotame par un sphinx. Seul une trompette magique pourra rompre le sort. Le hasard fait ainsi que Bob, Bobette et leurs amis rentrent en possession de cette trompette, et alors commencera un périple en Egypte afin de conjurer le sort, avec l'aide du prince Amour-Habi. Mais son cousin, le prince Mem-Phis-To, est visiblement jaloux et fera tout pour les en empêcher.

## Personnages principaux
- Bob
- Bobette
- Lambique
- Sidonie

## Personnages secondaires
- La princesse Banylon (première apparition)
- Le prince Mem-Phis-To (première apparition)
- Le prince Amour-Habi (première apparition)
- Le pharaon Tou-Ten-Kafé (première apparition)
- Professeur Barabas
- Le sphinx

## Inventions
- Les soucoupes volantes : sortes d'assiettes roses volantes inventées par Barabas

## Lieux
- Belgique
- Egypte

## Autour de l'album
- A la demande de nombreux lecteurs, l'album a été réédité dans la série actuelle en conservant le caractère original des dessins des premières éditions[2].
- Le nom de Mem-Phis-To fait référence à Memphis, une ville d'Égypte Antique, ainsi qu'à Mephistophélès, un esprit démoniaque
- Le nom de Amour-Habi fait référence au Roi Hammurabi de Babylone.
- Le nom de Banylon fait référence à Babylone
- Le nom de Tou-Ten-Kafé fait référence au pharaon Toutenkhamon

## Éditions
- La Trompette magique, Erasme, 1972. Edition française comme numéro 131 de la série actuelle.
- Het zingende nijlpaard, Standaard, 1951 pour la version originale